# Вольгинський
Вольгинський (рос. Вольгинский) — смт у Петушинському районі Владимирської області Російської Федерації.
Входить до складу муніципального утворення селище Вольгинський. Населення становить 5813 осіб (2018).

## Історія
Населений пункт розташований на землях фіно-угорського народу мещери.
Від 12 липня 1929 року належить до Петушинського району, утвореного спочатку у складі Орєхо-Зуєвського округу Московської області.
Згідно із законом від 13 жовтня 2004 року входить до складу муніципального утворення селище Вольгинський.

## Населення
| 1979  | 1989  | 2002  | 2009  | 2010  | 2011  | 2012  |
| ----- | ----- | ----- | ----- | ----- | ----- | ----- |
| 4837  | ↗6104 | ↗6295 | ↘6082 | ↗6089 | ↗6108 | ↘6016 |
| 2013  | 2014  | 2015  | 2016  | 2017  | 2018  |       |
| ↘5995 | ↘5982 | ↘5891 | ↘5862 | ↗5876 | ↘5813 |       |